# Bukowo (powiat białogardzki)
Bukowo (niem. Alt Buckow) – osada w Polsce położona w województwie zachodniopomorskim, w powiecie białogardzkim, w gminie Tychowo. W latach 1975–1998 osada należała do województwa koszalińskiego. Według danych UM na dzień 31 grudnia 2014 roku osada miała 46 mieszkańców. Osada jest siedzibą sołectwa Bukowo, w którego skład wchodzi także wieś Retowo.

## Położenie
Osada leży ok. 3 km na wschód od Retowa, w pobliżu rzeki Chotli, przy trasie byłej linii wąskotorowej Białogard – Świelino, na turystycznym szlaku im. Józefa Chrząszczyńskiego.

## Historia
Jako majątek rycerski, jest wzmiankowany w 1665 r. jako należący do rodziny von Münchow. Rodzina ta była właścicielami Bukowa do początku XIX wieku. W 1804 r. majątek przeszedł na własność Krystiana Kazimierza von Versen, który następnie sprzedał ten majątek swojej zamężnej siostrze von Schmiedseck. Swoją świetność posiadłość osiągnęła około połowy XIX wieku za czasów gospodarowania syna pani von Schmiedseck – Fryderyka. W aktach z 1928 r. jako właściciel Bukowa figuruje hrabia Wolf von Kleist-Retzow, do którego należało również Tychowo.